# ヴャチェスラフ・ナゴヴィツィン
ヴャチェスラフ・ラヴレンティイェヴィチ・ナゴヴィツィン（ロシア語: Вячеслав Лаврентьевич Наговицин；英語: Vyacheslav Lavrentyevich Nagovitsin, 1939年12月21日 - 2023年6月20日）は、ロシアの作曲家。

## 略歴
レニングラード音楽院にてドミートリイ・ショスタコーヴィチに作曲を師事。1963年に修了後は1966年に大学院課程に進んだ。
1963年から1964年までウラン・ウデ劇場に勤め、1966年から1970年までレニングラード・ムソルグスキー記念音楽学校の講師を務めた。1968年から1970年まではレニングラード演舞場の音楽監督に就任している。1970年からレニングラード音楽院教授に就任した。
ムソルグスキーの2つの未完のオペラ《結婚》と《サランボー》の楽器配置を実施しており、後者はヴァレリー・ゲルギエフの指揮により、1991年メリダ音楽祭において上演された。
主要な作品に、《ヴァイオリン協奏曲》作品21（1970年）と、《フルートとピアノのためのソナタ》がある。
2023年6月20日に死去。84歳没。